# Polypodium × aztecum
Polypodium × aztecum là một loài dương xỉ trong họ Polypodiaceae. Loài này được Windham & Yatsk. mô tả khoa học đầu tiên năm 2005.
Danh pháp khoa học của loài này chưa được làm sáng tỏ. 